# Philip MacDonald (écrivain)
Pour les articles homonymes, voir MacDonald.
Cet article possède un paronyme, voir Phillip MacDonald.
Œuvres principales
- La Nurse qui disparut (1938)
- La Liste d'Adrian Messenger (1959)

Philip MacDonald, né le 5 novembre 1900 à Londres, en Angleterre, et mort le 10 décembre 1980 à Woodland Hills, un quartier de Los Angeles, en Californie, est un écrivain, dramaturge et scénariste britannique, auteur de plusieurs romans policiers, notamment ceux ayant pour héros le colonel Anthony Ruthven Gethryn.

## Biographie
Pendant la Première Guerre mondiale, Philip MacDonald s'engage dans la cavalerie en Mésopotamie. Après la guerre, il sera entraîneur de chevaux pour l'armée britannique et participe également à des spectacles équestres.
Il amorce sa carrière littéraire par deux romans écrits en collaboration avec son père et publiés sous le pseudonyme d'Olivier Fleming.
En 1924, il signe seul Le Crime d'Abbotshall (The Rasp), où apparaît son détective récurrent, le colonel Gethryn, héros d'une douzaine d'enquêtes. Sous le pseudonyme de Martin Porlock, il publie en outre trois romans, dont Rex, où un serial killer agresse uniquement des policiers en uniforme et en service.
Ses récits criminels, où la détection s'allie au suspense avec un parfait sens de l'équilibre, lui assurent une place enviable parmi les grands auteurs de l'Âge d'or du roman d'énigme en Angleterre. Il « fait partie, avec Francis Beeding, des auteurs anglais qui ont contribué brillamment à renouveler le genre policier au cours des années 1930 ». De fait, « l'apport de MacDonald au genre est double : il met au point la technique du suspense (La Nurse qui disparut) et perfectionne le roman-puzzle (L'Homme aux chats) ».
Hollywood l'attire bientôt et lui permet de déployer ses qualités de conteur dans une intense activité de scénariste. Il participe notamment au scénario de Rebecca d'Alfred Hitchcock, invente pour l'écran certaines des aventures de Mr. Moto et de Charlie Chan et adapte Le Récupérateur de cadavres pour Robert Wise. Des romans de MacDonald ont, pour leur part été adaptés au cinéma, souvent sous sa supervision, notamment La Liste d'Adrian Messenger (The List of Adrian Messenger) par John Huston en 1963. Dans ce film, connu en français sous le titre Le Dernier de la liste, George C. Scott interprète le rôle du colonel Gethryn.
À partir des années 1950, Philip MacDonald rédige un grand nombre de scénarios originaux ou des adaptations, souvent de ses propres nouvelles, pour des épisodes de plusieurs séries télévisées américaines.
Philip MacDonald remporte à deux reprises le Prix Edgar-Allan-Poe de la meilleure nouvelle : en 1953, pour Something to Hide, et en 1956, pour La Fin d'un rêve (Dream No More).

## Œuvre

### Romans

#### SérieColonel Gethryn
- The Rasp (1924) Publié en français sous le titre Le Crime d'Abbotshall, Paris, Nouvelle Revue Critique, coll. « L'Empreinte » no 59, 1935
- The White Crow (1928)
- The Link (1930)
- The Noose (1930) Publié en français sous le titre Le Nœud coulant, Paris, Gallimard, coll. « Les Chefs-d'œuvre du roman d'aventure », 1931
- The Choice ou The Polferry Riddle [USA] ou The Polferry Mystery [USA] (1931) Publié en français sous le titre Soir d'orage, Paris, Librairie des Champs-Élysées, coll. « Le Masque » no 142, 1933
- The Maze ou Persons Unknows [USA] (1932) Publié en français sous le titre L'Énigme, Paris, Nouvelle Revue Critique, coll. « L'Empreinte » no 11, 1933
- The Wraith (1931) Publié en français sous le titre L'Homme aux chats, Paris, Éditions Rouff, coll. « La Clé » no 14, 1939
- The Crime Conductor (1931) Publié en français sous le titre Un crime, dix suspects, Paris, La Table Ronde, coll. « Les Romans policiers », 1945
- Rope to Spare (1932) Publié en français sous le titre De sac et de corde, Paris, Albin Michel, coll. « Le Limier » no 42, 1952
- Death on My Left (1933) Publié en français sous le titre Le Match de minuit, Paris, Nouvelle Revue Critique, coll. « L'Empreinte » no 30, 1933
- The Nursemaid Who Disappeared ou Warrant for X [USA] (1938) Publié en français sous le titre La Nurse qui disparut, Paris, Nouvelle Revue Critique, coll. « L'Empreinte » no 153, 1938 ; réédition, Paris, Opta, coll. « Littérature policière », 1977 ; réédition, Paris, Librairie des Champs-Élysées, coll. « Le Masque » no 2294, 1996
- The List of Adrian Messenger (1959) Publié en français sous le titre La Liste d'Adrian Messenger, Paris, Librairie des Champs-Élysées, coll. « Le Masque » no 2389, 1998

#### Autres romans
- Ambrotox and Limping Dick (1920) - signé Oliver Fleming, écrit en collaboration avec Ronald MacDonald
- The Spandau Quid (1923) - signé Oliver Fleming, écrit en collaboration avec Ronald MacDonald
- Queen's Mate (1926)
- Patrol ou The Lost Patrol (1927) - récit de guerre
- Likeness of Exe (1929)
- Rynox ou The Rynox Murder Mystery [USA] (1930) Publié en français sous le titre Rynox, Paris, Librairie des Champs-Élysées, coll. « Le Masque » no 137, 1930 ; réédition, Paris, Le Cercle Polar, 2002
- Murder Gone Mad (1931) Publié en français sous le titre Un vampire, Paris, Nouvelle Revue Critique, coll. « L'Empreinte » no 6, 1932 ; réédition sous le titre Le Vampire, Paris, Minerve, 2000
- RIP ou Menace [USA] (1933) Publié en français sous le titre R.I.P., Paris, Nouvelle Revue Critique, coll. « L'Empreinte » no 41, 1934
- The Dark Wheel ou Sweet and Deadly (1948) - en collaboration avec A. Boyd Correll
- Guest in the House (1955) Publié en français sous le titre Quelqu'un devrait faire quelque chose, Paris, Eurédif, coll. « Littérature policière », 1978 ; réédition, Paris, Eurédif, coll. « Playboy » no 6, 1984

#### Romans signés Martin Porlock
- Mystery at Friar's Pardon ou Escape (1931) Publié en français sous le titre Panique, Paris, Éditions de France, coll. « À ne pas lire la nuit » no 1, 1932
- Mystery in Kensington Gore (1932)
- X v. Rex ou The Mystery of Mr. X ou Mystery of the Dead Police (1933) Publié en français sous le titre Rex, Paris, Éditions des Champs-Élysées, coll. « Le Masque » no 159, 1934 ; réimpression au numéro identique de la même collection, mais signée Philip MacDonald, 1995

#### Romans signés Anthony Lawless
- Harbour (1931)
- Moonfisher (1931)

#### Romans signés Warren Stuart ou W.J. Stuart
- The Sword and the Net (1941) - signé Warren Stuart
- Forbidden Planet (1956) - signé W. J. Stuart

### Nouvelles

#### Recueils de nouvelles
- Something to Hide ou Fingers of Fear and Other Stories (1952)
- The Man Out of the Rain and Other Stories (1955)
- Death & Chicanery (1962)

#### Nouvelles isolées
- His Mother's Eyes (1927)
- Our Feathered Friends (1931) Publié en français sous le titre Nos amis les oiseaux, Paris, Fayard, Le Saint détective magazine no 110, avril 1964 Publié en français dans une autre traduction sous le titre Nos amis ailés, dans le recueil Les Chefs-d'œuvre du crime, Verviers, Gérard et Cie, coll. « Marabout géant » no 254, 1966
- Ten O'Clock (1931)
- Malice Domestic (1946) Publié en français sous le titre Arsenic et Art... scénique, Paris, Opta, Mystère magazine no 9, septembre 1948
- The Wood for the Trees (1947) Publié en français sous le titre Les arbres cachent la forêt, Paris, Opta, Mystère magazine no 35, décembre 1950
- The Green-and-Gold String (1948) Publié en français sous le titre Une faveur vert et or, Paris, Opta, Mystère magazine no 42, juillet 1951 ; réédition dans Histoires d'arnaqueurs, Paris, Pocket no 3224, 1989
- Two Exploits of Harry the Hat : The Absence of Tonathal et Sheep's Clothing (1949) Publié en français sous le titre Un "doublé" de Harry le Galure, Paris, Opta, Mystère magazine no 51, avril 1952
- Private - Keep Out ! (1949) Publié en français sous le titre Domaine interdit dans Fiction no 42, mai 1957 ; réédition dans Anthologie du fantastique, éditée par Roger Caillois, Paris, Gallimard, 1966
- Love Lies Bleeding (1950) Publié en français sous le titre Une amitié particulière, Paris, Opta, Mystère magazine no 55, août 1952 Publié en français dans une autre traduction sous le titre L'Amour qui saigne dans Histoires abominables (Stories They Wouldn't Let Me Do on T.V.), Paris, Robert Laffont, 1961 ; réédition, Paris, LGF, coll. « Le Livre de poche policier » no 1108, 1963 ; réédition, Paris, Presses Pocket no 1814, 1979 Publié en français dans une autre traduction sous le titre L'Amour dans un bain de sang dans Histoires de crimes passionnels, Paris, Presses Pocket no 3228, 1989
- Something to Hide (1953)
- The Man out of Rain (1954) Publié en français sous le titre L'Homme de pluie, Paris, Opta, Mystère magazine no 105, octobre 1956
- The Unexpected Battler (1955)
- Dream No More (1955) Publié en français sous le titre La Fin d'un rêve, Paris, Opta, Mystère magazine no 133, février 1959 ; réédition, Paris, Opta, L'Anthologie du Mystère no 5, 1964 ; réédition dans Histoires sidérantes, Paris, Presses Pocket no 1821, 1980
- The Elephant's Head (1955)
- Trial by Tiger (1956)
- Impossible Accident (1958)
- The Beautiful Horse Thief (1960)
- In the Course of Justice (1960) Publié en français sous le titre Le Cours de la justice, Paris, Opta, Mystère magazine no 158, mars 1961
- Too Much Heart (1961)
- Some Special Star (1962)
- The Star of Starz (1973) Publié en français sous le titre Qu'avez-vous fait, Mr. le Président ?, Paris, Opta, Mystère magazine no 313, mars 1974
- Leaving Cadiz (1988), nouvelle posthume Publié en français sous le titre Mon oncle Joaquin, dans Histoires à risques et périls, Paris, LGF, coll. « Le Livre de poche » no 6926, 1985

### Théâtre
- A Gentleman's Gentleman (1938), comédie policière

## Filmographie

### Comme scénariste ou consultant au scénario
- 1930 : Raise the Roof, film britannique réalisé par Walter Summers
- 1932 : Rynox, court métrage britannique réalisé par Michael Powell, adaptation du roman éponyme avec une participation non créditée de MacDonald au scénario
- 1932 : The Star Reporter, court métrage britannique réalisé par Michael Powell
- 1932 : Hotel Splendide, film britannique réalisé par Michael Powell
- 1932 : C.O.D., film britannique réalisé par Michael Powell
- 1934 : Charlie Chan in London, film américain réalisé par Eugene Forde, scénario original de MacDonald mettant en scène le héros créé par Earl Derr Biggers
- 1934 : Limehouse Blues, film américain réalisé par Alexander Hall
- 1935 : Mystery Woman (en), film américain réalisé par Eugene Forde
- 1935 : Charlie Chan in Paris, film américain réalisé par Lewis Seiler, scénario original de MacDonald mettant en scène le héros créé par Earl Derr Biggers
- 1935 : La Fiancée de Frankenstein (Bride of Frankenstein), film américain réalisé par James Whale, participation non créditée de MacDonald au scénario
- 1935 : Intelligence Service (The Last Outpost), film américain réalisé par Charles Barton et Louis J. Gasnier
- 1936 : Une princesse à bord (The Princess Comes Across), film américain réalisé par William K. Howard
- 1936 : Yours for the Asking, film américain réalisé par Alexander Hall
- 1938 : M. Moto dans les bas-fonds (Mysterious Mr. Moto), film américain réalisé par Norman Foster, scénario original de MacDonald mettant en scène le héros créé par Earl Derr Biggers
- 1939 : Mr. Moto's Last Warning, film américain réalisé par Norman Foster, scénario original de MacDonald mettant en scène le héros créé par Earl Derr Biggers
- 1939 : L'Étrange Rêve (Blind Alley), film américain réalisé par Charles Vidor
- 1939 : Mr. Moto Takes a Vacation, film américain réalisé par Norman Foster, scénario original de MacDonald mettant en scène le héros créé par Earl Derr Biggers
- 1940 : Rebecca, film américain réalisé par Alfred Hitchcock, adaptation du roman éponyme de Daphné Du Maurier
- 1942 : Whispering Ghosts (en), film américain réalisé par Alfred L. Werker
- 1942 : Nightmare (en), film américain réalisé par Tim Whelan
- 1943 : Sahara, film américain réalisé par Zoltan Korda
- 1944 : Action in Arabia, film américain réalisé par Léonide Moguy
- 1944 : L'Esprit pervers (Strangers in the Night) de Anthony Mann
- 1945 : Le Récupérateur de cadavres (The Body Snatcher), film américain réalisé par Robert Wise, d'après le roman de Robert Louis Stevenson
- 1945 : Dangerous Intruder (en), film américain réalisé par Vernon Keays
- 1947 : L'Amour d'un inconnu (Love from a Stranger), film américain réalisé par Richard Whorf
- 1948 : La Fin d'un tueur (The Dark Past), film américain réalisé par Rudolph Maté
- 1950 : Captif de l'amour (The Man Who Cheated Himself) de Felix E. Feist
- 1951 : L'enquête est close (Circle of Danger), film américain réalisé par Jacques Tourneur
- 1951 : L'Épée de Monte Cristo (Mask of the Avenger), film américain réalisé par Phil Karlson
- 1954 : Les Géants du cirque (Ring of Fear), film américain réalisé par James Edward Grant
- 1954 : Le Maître du monde (Tobor the Great), film américain réalisé par Lee Sholem

### Adaptations des récits de MacDonald écrites par des tiers
- 1929 : Lost Patrol (en), film muet britannique réalisé par Walter Summers, adaptation du roman Patrol publié en 1927
- 1932 : The Rasp, court métrage britannique réalisé par Michael Powell
- 1934 : La Patrouille perdue (The Lost Patrol), film américain réalisé par John Ford, adaptation du roman Patrol (1927)
- 1934 : The Mystery of Mr. X (en), film américain réalisé par Edgar Selwyn, adaptation du roman éponyme signé du pseudonyme Martin Porlock
- 1934 : Menaces, film américain réalisé par Ralph Murphy, adaptation du roman R.I.P. publié en 1933
- 1937 : Who Killed John Savage? (en), film britannique réalisé par Maurice Elvey, adaptation du roman Rynox publié en 1930
- 1939 : The Nursemaid Who Disappeared (en), film britannique réalisé par Arthur B. Woods, adaptation du roman La Nurse qui disparut (The Nurse Who Disappeared) publié en 1938
- 1939 : A Gentleman's Gentleman (en), film britannique réalisé par Roy William Neill, adaptation de la pièce éponyme
- 1952 : La Treizième Heure (The Hour of 13), film britannique réalisé par Harold French, adaptation du roman Rex (X v. Rex) publié en 1933
- 1956 : À vingt-trois pas du mystère (23 Paces to Baker Street), film américain réalisé par Henry Hathaway, adaptation du roman La Nurse qui disparut (The Nurse Who Disappeared) publié en 1938
- 1963 : Le Dernier de la liste (The List of Adrian Messenger), film américain réalisé par John Huston, d'après le roman La Liste d'Adrian Messenger (The List of Adrian Messenger) publié en 1959

### À la télévision
- 1950 : The Green and Gold String, épisode 4 de la première saison de la série télévisée américaine Danger, d'après la nouvelle éponyme publiée en 1948
- 1952 : Private - Keep Out, épisode 28, saison 4 de la série télévisée américaine Lights On, d'après la nouvelle éponyme publiée en 1949
- 1952-1955 : 8 épisodes sur des scénarios originaux pour la série télévisée américaine Schlitz Playhouse of Stars
- 1954 : Fingers of Fear, épisode 11 de la première saison de la série télévisée américaine The Mask
- 1956 : No Escape, épisode 31 de la première saison de la série télévisée américaine Celebrity Playhouse (en), réalisé par Gerald Freedman
- 1956 : Claire, épisode 24 de la première saison de la série télévisée américaine Le Choix de... (Screen Directors Playhouse), réalisé par Frank Tuttle
- 1956 : Dream No More, épisode 43, saison 7 de la série télévisée américaine Robert Montgomery Presents (en), d'après la nouvelle éponyme publiée en 1955
- 1957 : Malice Domestic, épisode 20, saison 2 de la série télévisée américaine Alfred Hitchcock présente réalisé par John Meredyth Lucas, d'après la nouvelle éponyme publiée en 1946
- 1957 : The Homicide Habit, épisode 4 de la première saison de la série télévisée américaine Richard Diamond
- 1957 : The Cliff Grundy Story, épisode 15 de la première saison de la série télévisée américaine La Grande Caravane (Wagon Train) réalisé par George Waggner
- 1958 : The Elevator, épisode 10, saison 3 de la série télévisée américaine Fireside Theater (en) réalisé par Allen H. Miner
- 1958 : The Case of the Terrified Typist, épisode 38, saison 1 de la série télévisée américaine Perry Mason, scénario de MacDonald d'après le roman éponyme de Erle Stanley Gardner
- 1959 : Deed of Mercy, épisode 22, saison 7 de la série télévisée américaine General Electric Theater réalisé par James Neilson
- 1959 : Thin Ice, épisode 11 de la première saison de la série télévisée américaine La Main dans l'ombre (Five Fingers) réalisé par Lamont Johnson
- 1960 : The Albert Farnsworth Story, épisode 3, saison 4 de la série télévisée américaine La Grande Caravane (Wagon Train) réalisé par Herschel Daugherty
- 1960 : The Fatal Impulse, épisode 11 de la première saison de la série télévisée américaine Thriller réalisé par Gerald Mayer
- 1961 : Listen to the Nightingale, épisode 13, saison 2 de la série télévisée américaine Riverboat (en) réalisé par Sidney Lanfield
- 1960 : The Fingers of Fear, épisode 22 de la première saison de la série télévisée américaine Thriller réalisé par Jules Bricken, d'après la nouvelle éponyme publiée en 1952
- 1962 : Guest in the House, épisode 2, saison 2 de la série télévisée américaine Alcoa Premiere (en) réalisé par Ted Post, d'après le roman éponyme publié en 1955
- 1971 : Wolf Track, épisode 23, saison 9 de la série télévisée américaine Le Virginien (The Virginian) réalisé par Abner Biberman

## Prix et nomination

### Nomination
- Prix Edgar-Allan-Poe 1960 du meilleur roman pour List of Adrian Messenger[3]

## Sources
- Jacques Baudou et Jean-Jacques Schleret, Le Vrai Visage du Masque, vol. 1, Paris, Futuropolis, 1984, 476 p. (OCLC 311506692), p. 417-419.
- Claude Mesplède (dir.), Dictionnaire des littératures policières, vol. 1 : A - I, Nantes, Joseph K, coll. « Temps noir », 2007, 1054 p. (ISBN 978-2-910-68644-4, OCLC 315873251), p. 834 (notice Anthony Gethryn).
- Claude Mesplède (dir.), Dictionnaire des littératures policières, vol. 2 : J - Z, Nantes, Joseph K, coll. « Temps noir », 2007, 1086 p. (ISBN 978-2-910-68645-1, OCLC 315873361), p. 259 (notice Philip Macdonald).
- Jean Tulard, Dictionnaire du roman policier : 1841-2005. Auteurs, personnages, œuvres, thèmes, collections, éditeurs, Paris, Fayard, 2005, 768 p. (ISBN 978-2-915793-51-2, OCLC 62533410), p. 446-447